# 히카와촌 (이시카와현)
히카와촌(樋川村)은 이시카와현 하쿠이군에 있던 촌이다. 현재의 호다쓰시미즈정 중심부의 서쪽 방향의 동해 연안에 해당한다.

## 역사
- 1889년 4월 1일 - 정촌제 시행에 의해 5개 촌의 구역을 가지고 성립하였다.
- 1933년 5월 1일 - 히카와촌, 시마촌, 미나미오치촌, 기타시오촌과 합병해, 새로운 시마촌이 성립하여, 동일 미나미시오촌은 폐지되었다.

## 교통

### 철도
현재는 구촌에 철도성 나나오선이 지나가지만 역은 소재하지 않았다.

## 참고문헌
- 角川日本地名大辞典 17 石川県